# NBAゲータレード・リーグ
NBAゲータレード・リーグ （NBA Gatorade League）は、北米大陸のプロバスケットボールリーグである。将来のNBA選手を育成する目的で、NBA後援のもとに運営がなされており、通称は「G-League（以下「Gリーグ」）」と呼ばれている。かつてはNBAデベロップメント・リーグ（通称「Dリーグ」）と呼ばれていたが、2017年2月、ペプシコ社とのパートナーシップを締結した事で、2017-18シーズンよりリーグ名をNBAゲータレード・リーグ（NBA Gリーグ）に改名。リーグの名称にスポンサー名が使用されるのはアメリカのプロスポーツリーグ史上初である。

## 歴史
2001年の秋、前述の目的でリーグが発足された。初年度の2001-02シーズンは8チームからのスタートで、当時はチームの所在地がアメリカ南東部に固まっていた。2005年、元NBAコミッショナーのデビッド・スターンがDリーグを「NBA傘下のマイナーリーグ」としてリーグの拡大を発表した。その結果、2006年にはABA（独立リーグ=セミプロ組織）からロングビーチ・ジャムがベーカーズフィールド・ジャムに名称を変更して加入した事で、初めてカリフォルニアにもチームが誕生した。さらに2ヵ月後には、CBA（独立リーグ）からダコタ・ウィザーズ、スーフォールズ・スカイフォース、アイダホ・スタンピード、コロラド・フォーティナーズの3チームが加入され、更に規模が拡大された（尚、フォーティナーズは当初CBAに加入予定だった新チームである）。また、ロサンゼルス・レイカーズがNBAのチームで初めてDリーグのチームを所有、サウスベイ・レイカーズとして始動した。
しかし、規模拡大に伴う経営危機が各チームに及ぶこともあり、2005-06シーズンを最後にロアノーク・ダズルとフェイエットビル・ペイトリオッツが消滅し、翌2006-07シーズンにはフロリダ・フレイムが消滅した。消滅するチームがある一方、毎年新規参入チームが誕生しており、2015-16シーズンからカナダに初めてのDリーグチーム、ラプターズ・905が新規参入した。

## 所属チーム

### 2024-25シーズン所属チーム
| イースタン・カンファレンス |                                |                                    |                                                |                                |
| 略号                       | チーム                         | 本拠地                             | アリーナ                                       | 提携NBAチーム                  |
| BHM                        | バーミングハム・スクアドロン   | アラバマ州バーミングハム           | レガシー・アリーナ                             | ニューオーリンズ・ペリカンズ   |
| CCG                        | キャピタルシティ・ゴーゴー     | ワシントンD.C.                     | エンターテインメント・アンド・スポーツアリーナ | ワシントン・ウィザーズ         |
| CLC                        | クリーブランド・チャージ       | オハイオ州クリーブランド           | パブリック・オーディトリウム                   | クリーブランド・キャバリアーズ |
| CPS                        | カレッジパーク・スカイホークス | ジョージア州カレッジパーク         | ゲートウェイセンター・アリーナ                 | アトランタ・ホークス           |
| DEL                        | デラウェア・ブルーコーツ       | デラウェア州ウィルミントン         | チェース・フィールドハウス                     | フィラデルフィア・76ers        |
| GRG                        | グランドラピッズ・ゴールド     | ミシガン州グランドラピッズ         | ヴァン・アンデル・アリーナ                     | デンバー・ナゲッツ             |
| GBO                        | グリーンズボロ・スウォーム     | ノースカロライナ州グリーンズボロ   | ノバンヘルス・フィールドハウス                 | シャーロット・ホーネッツ       |
| IMA                        | インディアナ・マッドアンツ     | インディアナ州インディアナポリス   | ゲインブリッジ・フィールドハウス               | インディアナ・ペイサーズ       |
| LIN                        | ロングアイランド・ネッツ       | ニューヨーク州ユニオンデール       | ナッソー・コロシアム                           | ブルックリン・ネッツ           |
| MNE                        | メイン・セルティックス         | メイン州ポートランド               | ポートランド・エキスポ・ビルディング           | ボストン・セルティックス       |
| MCC                        | モーターシティ・クルーズ       | ミシガン州デトロイト               | ウェインステート・フィールドハウス             | デトロイト・ピストンズ         |
| WES                        | ウェストチェスター・ニックス   | ニューヨーク州ホワイト・プレインズ | ウェストチェスター・カウンティ・センター       | ニューヨーク・ニックス         |
| WCB                        | ウィンディシティ・ブルズ       | イリノイ州ホフマンエステイツ       | ナウ・アリーナ                                 | シカゴ・ブルズ                 |
| WSH                        | ウィスコンシン・ハード         | ウィスコンシン州オシュコシュ       | オシュコシュ・アリーナ                         | ミルウォーキー・バックス       |

| ウェスタン・カンファレンス |                                      |                                  |                                  |                                    |
| 略号                       | チーム                               | 本拠地                           | アリーナ                         | 提携NBAチーム                      |
| AUS                        | オースティン・スパーズ               | テキサス州シーダーパーク         | H-E-Bセンター                    | サンアントニオ・スパーズ           |
| IWW                        | アイオワ・ウルブズ                   | アイオワ州デモイン               | ウェルズファーゴ・アリーナ       | ミネソタ・ティンバーウルブズ       |
| MEH                        | メンフィス・ハッスル                 | ミシシッピ州サウスヘイブン       | ランダーズ・センター             | メンフィス・グリズリーズ           |
| CCM                        | カピタネス・デ・シウダー・デ・メヒコ | メキシコ合衆国メキシコシティ     | メキシコシティ・アリーナ         | なし                               |
| OKL                        | オクラホマシティ・ブルー             | オクラホマ州オクラホマシティ     | ペイコム・センター               | オクラホマシティ・サンダー         |
| RGV                        | リオグランデバレー・バイパーズ       | テキサス州エディンバーグ         | バート・オグデン・アリーナ       | ヒューストン・ロケッツ             |
| RCR                        | リップシティ・リミックス             | オレゴン州ポートランド           | チャイルズ・センター             | ポートランド・トレイルブレイザーズ |
| SLC                        | ソルトレイクシティ・スターズ         | ユタ州ソルトレイクシティ         | マーベリック・センター           | ユタ・ジャズ                       |
| SDC                        | サンディエゴ・クリッパーズ           | カリフォルニア州オーシャンサイド | フロントウェーブ・アリーナ       | ロサンゼルス・クリッパーズ         |
| SCW                        | サンタクルーズ・ウォリアーズ         | カリフォルニア州サンタクルーズ   | カイザーパーマネンテ・アリーナ   | ゴールデンステート・ウォリアーズ   |
| SXF                        | スーフォールズ・スカイフォース       | サウスダコタ州スーフォールズ     | サンフォード・ペンタゴン         | マイアミ・ヒート                   |
| SBL                        | サウスベイ・レイカーズ               | カリフォルニア州エルセグンド     | UCLAヘルストレーニング・センター | ロサンゼルス・レイカーズ           |
| STK                        | ストックトン・キングス               | カリフォルニア州ストックトン     | アドベンティスト・ヘルスアリーナ | サクラメント・キングス             |
| TEX                        | テキサス・レジェンズ                 | テキサス州フリスコ               | コメリカ・センター               | ダラス・マーベリックス             |
| VAL                        | バレー・サンズ                       | アリゾナ州テンピ                 | マレット・アリーナ               | フェニックス・サンズ               |

### 消滅したチーム
- アッシュビル・アルティチュード (2001-05, タルサ・66ersの前身)
- チャールストン・ロウゲイターズ (2001-04, フロリダ・フレイムの前身）
- コロンバス・リバードラゴンズ (2001-05, オースティン・トロスの前身))
- フェイエットビル・ペイトリオッツ (2001-06)
- グリーンビル・グルーヴ (2001-03)
- ハンツビル・フライト (2001-05, アルバカーキ・サンダーバーズの前身)
- モバイル・レヴェラーズ (2001-03)
- ロアノーク・ダズル (2001-06)
- フロリダ・フレイム (2001-2007)
- アーカンソー・リムロッカーズ (2004-2007)
- フォートワース・フライヤーズ (2005-2007)
- アルバカーキ・サンダーバーズ (2005-2011, カントン・Dリーグチームの前身)
- コロラド・フォーティナーズ (2006-2009, テキサス・レジェンズの前身)
- アナハイム・アーセナル (2006-2009, スプリングフィールド・アーマーの前身)
- ユタ・フラッシュ (2007-2011, デラウェア・87ersの前身)
- スプリングフィールド・アーマー (2009-2014, グランドラピッズ・ドライブの前身)
- NBAGリーグ・イグナイト

## NBAへの昇格
シーズン中、NBAから10日間契約等で、いわゆる「昇格」を果たす選手がいる。これは、Dリーグが育成リーグという趣旨もあることから、リーグ本来の目的の一部が達成されたとも考えられる。また、この場合は提携先に限らず、どのチームとも契約が可能である。
また、Dリーグの選手がNBAドラフトで指名されるケースもあり、2008年のNBAドラフトで、マイク・テイラーがDリーグ初のNBAドラフト指名選手としてポートランド・トレイルブレイザーズより2巡目55位で指名された。

### Dリーグ・ショーケース
2005年から、Dリーグの全チームが一堂に会し、ひとつの会場で試合を行なうDリーグ・ショーケースを開催。NBAチームのスカウト陣が1つの会場でまとめてDリーグのゲームを視察できるため、Dリーグに所属している選手にとって、NBA全チームのスカウトに対して自らの実力をプレゼンする絶好の機会になる。

## 特徴
- NBAの各チームはGリーグの各チームと提携を組んでおり、Gリーグ発足当時はNBAチーム2～3チームあたり、Gリーグ1チームと提携していた。近年は各NBAチームが単独でチームを所有する傾向が増加し、2024-25シーズン時点ではNBAの全てチームがGリーグチームを所有している。
- 選手はリーグと契約を交わし、その後リーグが主催するドラフトによりチームが編成される（すなわち、チーム個々とは契約を交えていない）。Gリーグのドラフトは毎年11月上旬に開催される。選手の異動が激しく多数の選手を獲得する必要があるため、10巡目まで行われる。
- ドラフト後は、トレーニングキャンプを行ってロースターを支配下登録が可能な10人まで絞ることから始まる。そして11月下旬に開幕し、50試合のレギュラーシーズンを戦う。2月にはオールスターゲームも開催される。4月中旬にレギュラーシーズンが終わると、数日後にはプレイオフが始まり、優勝チームが決定される。

### Gリーグアサイン
- NBAのチームは15人まで支配下選手を登録することが可能だが、NBAドラフトにより選出されたばかりの新人選手や、即戦力ではない選手はGリーグに送り込んで(Gリーグ・アサインし)技術を向上させることが慣例になっている。しかし、その場合は提携先のチームにしか送り込むことはできない。また、1選手につき、シーズンで3回までしか送り込むことが認められない。
- NBAのチームはトレーニングキャンプを行ってロスターを支配下登録が可能な15人まで絞る際に、ウェイブした選手を4人まで提携選手(affiliate player)ルール[2] に則り提携Gリーグ・チームのロスターに抱えることができる[3]。

### Gリーグ・オールスターゲーム
2007年2月17日、NBADLの初めてのオールスターゲームがネバダ州ラスベガスで開催された。オールスターゲームは、NBAオールスターウィークエンドのプログラムの1つとして開催された。試合は、イースタンが114-110で勝利、MVPはポップス・メンサー・ボンスが受賞した。翌2008年から、オールスターウィークエンドのイベントであるスラムダンクコンテストやスキルズチャレンジ、3ポイントコンテストをDリーグ選手が行う、Dリーグ・ドリームファクトリーが行われるようになった。

### 日本人選手
2005年、田臥勇太が日本人初のDリーグ選手としてアルバカーキ・サンダーバーズでプレーした。2006年以降はベーカーズフィールド・ジャム、アナハイム・アーセナルに所属していた。2014-15シーズン、富樫勇樹がDリーグドラフトで日本人で初めて指名され、日本人2人目のDリーグ選手としてテキサス・レジェンズでプレーした。
2018年、日本人初の"Gリーグ"選手として、渡邊雄太が、メンフィス・グリズリーズ、メンフィス・ハッスルと2WAY契約を結んだ。

## 歴代優勝チーム
- 2001-02 グリーンビル・グルーヴ
- 2002-03 モバイル・レヴェラーズ
- 2003-04 アッシュビル・アルティチュード
- 2004-05 アッシュビル・アルティチュード
- 2005-06 アルバカーキ・サンダーバーズ
- 2006-07 ダコタ・ウィザーズ
- 2007-08 アイダホ・スタンピード
- 2008-09 コロラド・フォティナーズ
- 2009-10 リオグランデバレー・バイパーズ
- 2010-11 アイオワ・エナジー
- 2011-12 オースティン・トロス
- 2012-13 リオグランデバレー・バイパーズ
- 2013-14 フォートウェイン・マッドアンツ
- 2014-15 サンタクルーズ・ウォリアーズ
- 2015-16 スーフォールズ・スカイフォース
- 2016-17 ラプターズ・905
- 2017-18 オースティン・スパーズ
- 2018-19 リオグランデバレー・バイパーズ
- 2019-20 新型コロナウイルス感染症の世界的流行によりシーズン中止
- 2020-21 レイクランド・マジック

## 受賞

### MVP(年間最優秀選手)
- 2001-02 アンス・シーセイ (Ansu Sesay) 所属：グリーンビル・グルーヴ（英語版）
- 2002-03 デビン・ブラウン (Devin Brown) 所属：フェイエットビル・ペイトリオッツ（英語版）
- 2003-04 ティーリー・ブラウン (Tierre Brown) 所属:チャールストン・ロウゲイターズ
- 2004-05 マット・キャロル (Matt Carroll) 所属：ロアノーク・ダズル（英語版）
- 2005-06 マーカス・ファイザー (Marcus Fizer) 所属：オースティン・トロス
- 2006-07 ランディ・リビングストン (Randy Livingston) 所属：アイダホ・スタンピード
- 2007-08 カシブ・パウエル (Kasib Powell) 所属：スーフォールズ・スカイフォース
- 2008-09 コートニー・シムズ (Courtney Sims) 所属：アイオワ・エナジー
- 2009-10 マイク・ハリス (Mike Harris) 所属：リオグランデバレー・バイパーズ
- 2010-11 カーティス・スティンソン (Curtis Stinson) 所属：アイオワ・エナジー
- 2011-12 ジャスティン・デントモン (Justin Dentmon) 所属：オースティン・トロス
- 2012-13 アンドリュー・ガウデロック (Andrew Goudelock) 所属：スーフォールズ・スカイフォース
- 2013-14 ロン・ハワード (Ron Howard) 所属：フォートウェイン・マッドアンツ
／オシーズ・ジェファーズ (Othyus Jeffers) 所属：アイオワ・エナジー
- 2014-15 ティム・フレイザー (Tim Frazier) 所属：メイン・レッドクローズ
- 2015-16 ジャーネル・ストークス (Jarnell Stokes) 所属：スーフォールズ・スカイフォース
- 2016-17 ヴァンダー・ブルー (Vander Blue) 所属：ロサンゼルス・ディーフェンダーズ
- 2017-18 ロレンゾ・ブラウン (Lorenzo Brown) 所属：ラプターズ905
- 2018-19 クリス・ブーシェ (Chris Boucher) 所属：ラプターズ905
- 2019-20 フランク・メイソン三世 (Frank Mason III) 所属：ウィスコンシン・ハード
- 2020-21 ポール・リード (Paul Reed) 所属：デラウェア・ブルーコーツ
- 2021-22 トレベリン・クイーン (Trevelin Queen) 所属：リオグランデバレー・バイパーズ
- 2022-23 カリク・ジョーンズ (Carlik Jones) 所属：ウィンディシティ・ブルズ
- 2023-24 マック・マックラン (Mac McClung) 所属：オセオラ・マジック

### オールスターMVP
- 2006-07 ポップス・メンサー・ボンス (Pops Mensah-Bonsu) 所属：フォートワース・フライヤーズ
- 2007-08 ジェレミー・リチャードソン (Jeremy Richardson) 所属：フォートウェイン・マッドアンツ
- 2008-09 ブレイク・アハーン (Blake Ahearn) 所属：ダコタ・ウィザーズ
／コートニー・シムズ (Courtney Sims) 所属：アイオワ・エナジー
- 2009-10 ブライアン・ブッチ (Brian Butch) 所属：ベーカーズフィールド・ジャム
- 2010-11 トレイ・ジョンソン (Trey Johnson) 所属：ベーカーズフィールド・ジャム
- 2011-12 ジェラルド・グリーン (Gerald Green) 所属：ロサンゼルス・ディーフェンダーズ
- 2012-13 トラビス・レスリー (Travis Leslie) 所属：サンタクルーズ・ウォリアーズ
- 2013-14 ロバート・コビントン (Robert Covington) 所属：リオグランデバレー・バイパーズ
- 2014-15 アンドレ・エメット (Andre Emmett) 所属：フォートウェイン・マッドアンツ
- 2015-16 ジマー・フレデッテ (Jimmer Fredette) 所属：ウェストチェスター・ニックス
- 2016-17 クイン・クック (Quinn Cook) 所属：カントン・チャージ
- 2017-18 受賞者無し

### 新人王
- 2001-02 フレッド・ハウス (Fred House) 所属：ノースチャールストン・ロウゲイターズ
- 2002-03 デビン・ブラウン (Devin Brown) 所属：フェイエットビル・ペイトリオッツ（英語版）
- 2003-04 デズモンド・ペニガー (Desmond Penigar) 所属：アッシュビル・アルティチュード
- 2004-05 ジェームズ・トーマス (James Thomas) 所属：ロアノーク・ダズル（英語版）
- 2005-06 ウィル・バイナム (Will Bynum) 所属：ロアノーク・ダズル
- 2006-07 ルー・アマンドソン (Louis Amundson) 所属：コロラド・14ers
- 2007-08 ブレイク・アハーン (Blake Ahearn) 所属：ダコタ・ウィザーズ
- 2008-09 オシーズ・ジェファーズ (Othyus Jeffers) 所属：アイオワ・エナジー
- 2009-10 アロンゾ・ジー (Alonzo Gee) 所属：オースティン・トロス
- 2010-11 デショーン・シムズ (DeShawn Sims) 所属：メイン・レッドクローズ
- 2011-12 エドウィン・ユビレス (Edwin Ubiles) 所属：ダコタ・ウィザーズ
- 2012-13 トニー・ミッチェル (Tony Mitchell) 所属：フォートウェイン・マッドアンツ
- 2013-14 ロバート・コビントン (Robert Covington) 所属：リオグランデバレー・バイパーズ
- 2014-15 ティム・フレイザー (Tim Frazier) 所属：メイン・レッドクローズ
- 2015-16 クイン・クック (Quinn Cook) 所属：カントン・チャージ
- 2016-17 アブデル・ネイダー (Abdel Nader) 所属：メイン・レッドクローズ
- 2017-18 アントニオ・ブレイクニー (Antonio Blakeney) 所属：ウィンディシティ・ブルズ
- 2018-19 アンヘル・デルガド(Ángel Delgado) 所属：アグアカリエンテ・クリッパーズ
- 2019-20 トレモント・ウォーターズ(Tremont Waters) 所属：メイン・レッドクローズ
- 2020-21 ポール・リード(Paul Reed) 所属：デラウェア・ブルーコーツ
- 2021-22 マック・マックラン(Mac McClung) 所属：サウスベイ・レイカーズ
- 2022-23 ケネス・ロフトン・ジュニア(Kenneth Lofton Jr.) 所属：メンフィス・ハッスル
- 2023-24 オスカー・シブエ(Oscar Tshiebwe) 所属：インディアナ・マッドアンツ

### 最優秀守備選手賞
- 2001-02 ジェフ・マイヤーズ (Jeff Myers) 所属：グリーンビル・グルーヴ（英語版）
- 2002-03 マイキー・ムーア (Mikki Moore) 所属：ロアノーク・ダズル（英語版）
- 2003-04 カリム・シャバズ (Karim Shabazz) 所属:チャールストン・ロウゲイターズ
- 2004-05 デリック・ジマーマン (Derrick Zimmerman) 所属：コロンバス・リバードラゴンズ
- 2005-06 デリック・ジマーマン (Derrick Zimmerman) 所属：オースティン・トロス
- 2006-07 レナルド・メジャー (Renaldo Major) 所属：ダコタ・ウィザーズ
- 2007-08 モハメド・セネ (Mouhamed Sene) 所属：アイダホ・スタンピード
／ステファン・ラズミ (Stephane Lasme) 所属：ロサンゼルス・ディーフェンダーズ
- 2008-09 ブレント・ペットウェイ (Brent Petway) 所属：アイダホ・スタンピード
- 2009-10 グレッグ・スティームスマ (Greg Stiemsma) 所属：スーフォールズ・スカイフォース
- 2010-11 クリス・ジョンソン (Chris Johnson) 所属：ダコタ・ウィザーズ
- 2011-12 ステフォン・ハンナー (Stefhon Hannah) 所属：ダコタ・ウィザーズ
- 2012-13 ステフォン・ハンナー (Stefhon Hannah) 所属：サンタクルーズ・ウォリアーズ
- 2013-14 デアンドレ・リギンス (DeAndre Liggins) 所属：スーフォールズ・スカイフォース
- 2014-15 アーロン・クラフト (Aaron Craft) 所属：サンタクルーズ・ウォリアーズ
- 2015-16 デアンドレ・リギンス (DeAndre Liggins) 所属：スーフォールズ・スカイフォース
- 2016-17 ウォルター・タバレス (Walter Tavares) 所属：ラプターズ905
- 2017-18 ランドリー・ノコ (Landry Nnoko) 所属：グランドラピッズ・ドライブ
- 2018-19 クリス・ブーシェ(Chris Boucher) 所属：ラプターズ905
- 2019-20 クライスト・クマジェ(Khalifa Koumadje) 所属：デラウェア・ブルーコーツ
- 2020-21 ゲイリー・ペイトン二世(Gary Payton II) 所属：ラプターズ905
- 2021-22 シャキール・ハリソン(Shaquille Harrison) 所属：デラウェア・ブルーコーツ
- 2022-23 ジェイ・ハフ(Jay Huff) 所属：キャピタルシティ・ゴーゴー
- 2023-24  シャキール・ハリソン 所属：サウスベイ・レイカーズ

### インパクト・プレイヤー賞
- 2007-08 モリス・アーモンド (Morris Almond) 所属：ユタ・フラッシュ
- 2008-09 エディ・ギル (Eddie Gill) 所属：コロラド・14ers
- 2009-10 ブライアン・ブッチ (Brian Butch) 所属：ベーカーズフィールド・ジャム
- 2010-11 ジェフ・エイドリエン (Jeff Adrien) 所属：リオグランデバレー・バイパーズ
- 2011-12 エリック・ドーソン (Eric Dawson) 所属：オースティン・トロス
- 2012-13 ラスール・バトラー (Rasual Butler) 所属：タルサ・シックスティシクサーズ
- 2013-14 アイク・ディオグ (Ike Diogu) 所属：ベーカーズフィールド・ジャム
- 2014-15 ジェレル・マクニール (Jerel McNeal) 所属：ベーカーズフィールド・ジャム
- 2015-16 ライアン・ゴメス (Ryan Gomes) 所属：ロサンゼルス・ディーフェンダーズ
- 2016-17 ジョン・ホランド (John Holland) 所属：カントン・チャージ

### MIP（最も成長した選手に贈られる賞）
- 2009-10 ミルドン・アンブレズ (Mildon Ambres) 所属：アイダホ・スタンピード
- 2010-11 ダー・タッカー (Dar Tucker) 所属：ニューメキシコ・サンダーバーズ
- 2011-12 ケニー・ヘイズ (Kenny Hayes) 所属：メイン・レッドクローズ
- 2012-13 キャメロン・ジョーンズ (Cameron Jones) 所属：サンタクルーズ・ウォリアーズ
- 2013-14 フランク・ゲインズ (Frank Gaines) 所属：メイン・レッドクローズ
- 2014-15 ジョー・ジャクソン (Joe Jackson) 所属：ベーカーズフィールド・ジャム
- 2015-16 アクセル・トゥーパン (Axel Toupane) 所属：ラプターズ905
- 2016-17 デヴォンドリック・ウォーカー (Devondrick Walker) 所属：ウェストチェスター・ニックス
- 2017-18 デクアン・ジョーンズ (DeQuan Jones) 所属：フォートウェイン・マッドアンツ
- 2018-19 マイケル・フレイザー(Michael Frazier II) 所属：リオグランデバレー・バイパーズ
- 2019-20 ゲイブ・ビンセント(Gabe Vincent) 所属：スーフォールズ・スカイフォース
- 2020-21 アンソニー・ラム(Anthony Lamb 所属：リオグランデバレー・バイパーズ
- 2021-22 クレイグ・ランドール(Craig Randall II) 所属：ロングアイランド・ネッツ
- 2022-23 レスター・キニョネス(w:Lester Quiñones) 所属：サンタクルーズ・ウォリアーズ
- 2023-24 アロンデス・ウィリアムズ 所属：スーフォールズ・スカイフォース

### ジェイソン・コリアー・スポーツマンシップ賞
- 2001-02 マイク・ウィルクス (Mike Wilks) 所属：ハンツビル・フライト
- 2002-03 ビリー・トーマス (Billy Thomas) 所属：グリーンビル・グルーヴ（英語版）
- 2005-06 イーメイ・ウドカ (Ime Udoka) 所属：フォートワース・フライヤーズ
- 2006-07 ロジャー・パウエル (Roger Powell) 所属：アーカンソー・リムロッカーズ
- 2007-08 ビリー・トーマス (Billy Thomas) 所属：コロラド・14ers
- 2008-09 ウィル・コンロイ (Will Conroy) 所属：アルバカーキ・サンダーバーズ
- 2009-10 アンドレ・イングラム (Andre Ingram) 所属：ユタ・フラッシュ
- 2010-11 ラリー・オーウェンス (Larry Owens) 所属：タルサ・シックスティシクサーズ
- 2011-12 モーゼス・エハンム (Moses Ehamb) 所属：アイオワ・エナジー
- 2012-13 ロン・ハワード (Ron Howard) 所属：フォートウェイン・マッドアンツ
- 2013-14 ロン・ハワード (Ron Howard) 所属：フォートウェイン・マッドアンツ
- 2014-15 レナルド・メジャー (Renaldo Major) 所属：ベーカーズフィールド・ジャム
- 2015-16 スコット・シュグス (Scott Suggs) 所属：ラプターズ905
- 2016-17 キース・ライト (Keith Wright) 所属：ウェストチェスター・ニックス
- 2017-18 C. J. ウィリアムズ(C. J. Williams) 所属：アグアカリエンテ・クリッパーズ
- 2018-19 ゲイブ・ヨーク(Gabe York) 所属：レイクランド・マジック
- 2019-20 イバン・ラブ (Ivan Rabb) 所属： ウェストチェスター・ニックス
- 2020-21 ゲイレン・ロビンソン・ジュニア(Galen Robinson Jr.) 所属：オースティン・スパーズ
- 2021-22 アンドレ・イングラム(Andre Ingram) 所属：サウスベイ・レイカーズ
- 2022-23 ネイト・ピエール・ルイス(Nate Pierre-Louis) 所属：サウスベイ・レイカーズ
- 2023-24 ゲイブ・オサボヒェン(w:Gabe Osabuohien) 所属：クリーブランド・チャージ

### コーチ・オブ・ザ・イヤー
| シーズン | ヘッドコーチ             | チーム                       |
| -------- | ------------------------ | ---------------------------- |
| 2006–07  | ブライアン・ゲイツ       | Idaho Stampede               |
| 2007–08  | ブライアン・ゲイツ (2)   | Idaho Stampede               |
| 2008–09  | クイン・スナイダー       | Austin Toros                 |
| 2009–10  | クリス・フィンチ         | Rio Grande Valley Vipers     |
| 2010–11  | ニック・ナース           | Iowa Energy                  |
| 2011–12  | エリック・ムッセルマン   | Los Angeles D-Fenders        |
| 2012–13  | アレックス・ジェンセン   | Canton Charge                |
| 2013–14  | コナー・ヘンリー         | Fort Wayne Mad Ants          |
| 2014–15  | スコット・モリソン       | Maine Red Claws              |
| 2015–16  | ダン・クレイグ           | Sioux Falls Skyforce         |
| 2016–17  | ジェリー・スタックハウス | ラプターズ・905              |
| 2017–18  | マイク・ミラー           | ウェストチェスター・ニックス |

## 備考
- 2005年からはフリーエージェントとしてNBA昇格や、逆にNBAから戦力外となった選手の受け皿となり、NBAのマイナーリーグとしての色を強めた。
- bjリーグやJBLにもDリーグでのプレー歴のある外国人選手が所属している。